# Патронник

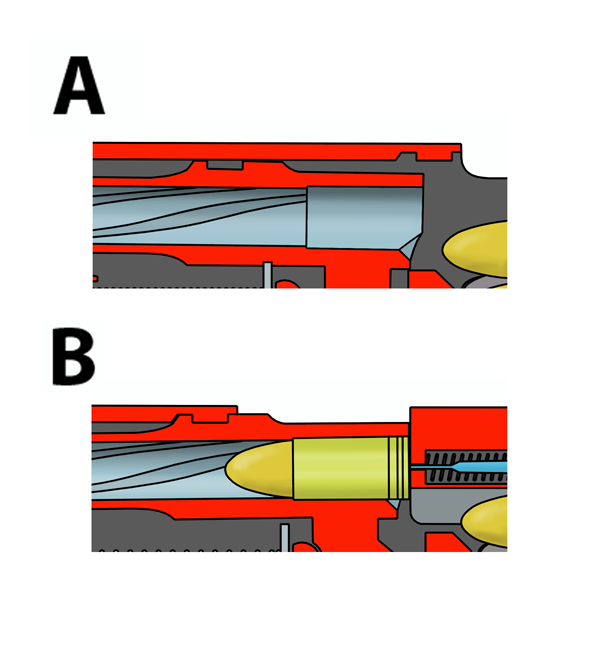
Патронник пістолета. Фіксація гільзи здійснюється упором її зрізу в уступ патронника.

Патронник (набійник) — ділянка каналу ствола, в якому розміщується набій. За своїми формою і розміром відповідає гільзі. З іншим каналом ствола з'єднується за допомогою кульового входу, необхідного (в нарізній зброї) для плавного врізання кулі в нарізи.

## Історія

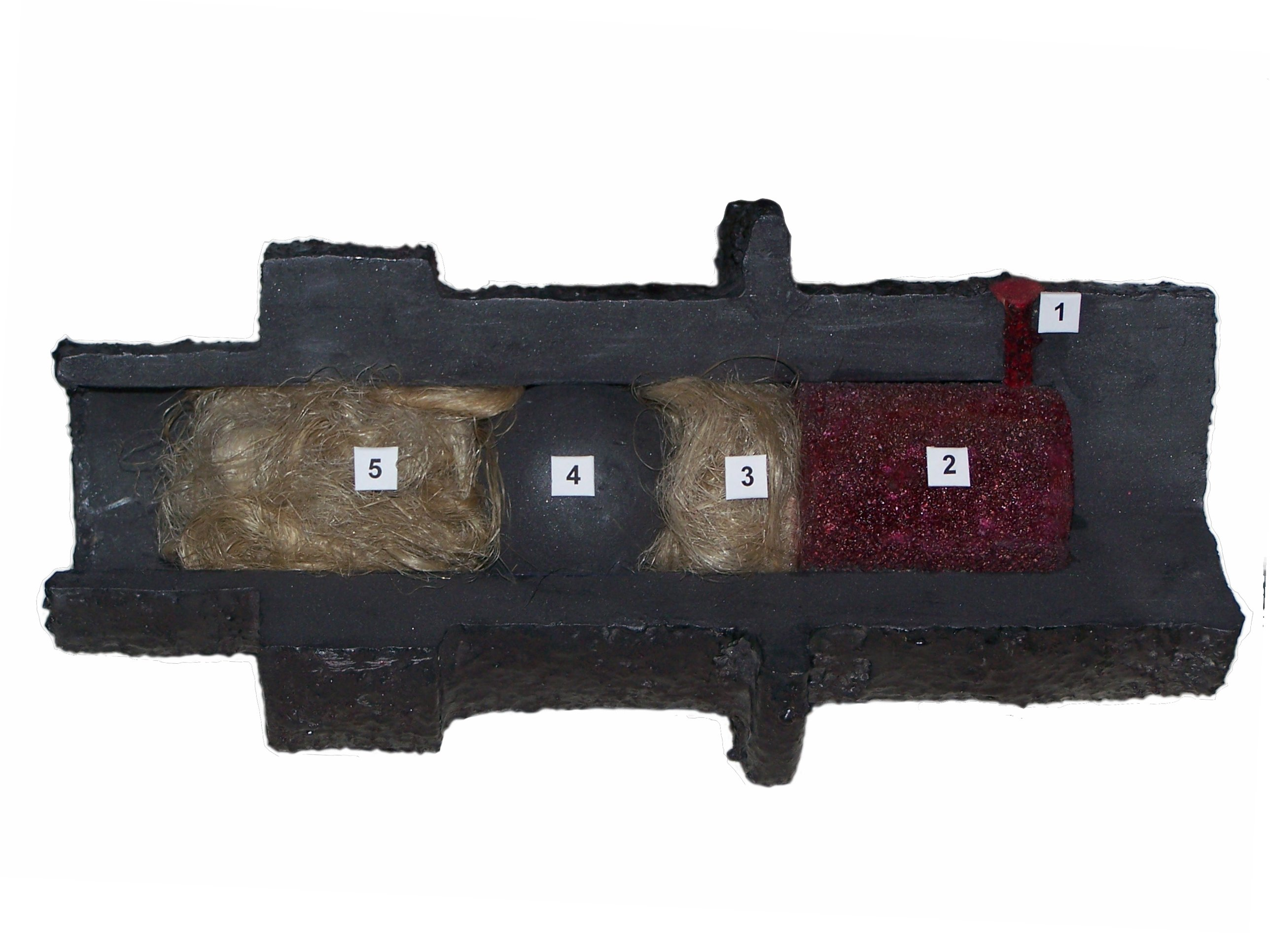
Зарядна камора з дула пищали, що заряджається

Патронник є подальшим розвитком зарядної камори, в якій розміщувався пороховий заряд у дульнозарядного зброї. В артилерії аналогічна за призначенням частина ствола досі так і називається каморою. Після введення заряджання з казенної частини унітарним патроном, в задній частині ствола стали робити поглиблення з гладкими стінками для приміщення патрона, яке й отримало назву «патронник». У револьвері роль патронника грають камори його барабана.

## Пристрій
Розміри патронника вибирають відповідно до розмірів патрона (гільзи), забезпечуючи вільне входження патрона в патронник при можливих відхиленнях розмірів у межах встановлених допусків, а також забруднення, запиленні або густий мастилі патронів. При цьому спряження патрона з патронником повинно бути таким, щоб забезпечувалася надійна обтурація (не допускався прорив порохових газів у проміжку між стінками гільзи і патронником) і не допускалися роздування або розрив гільзи.

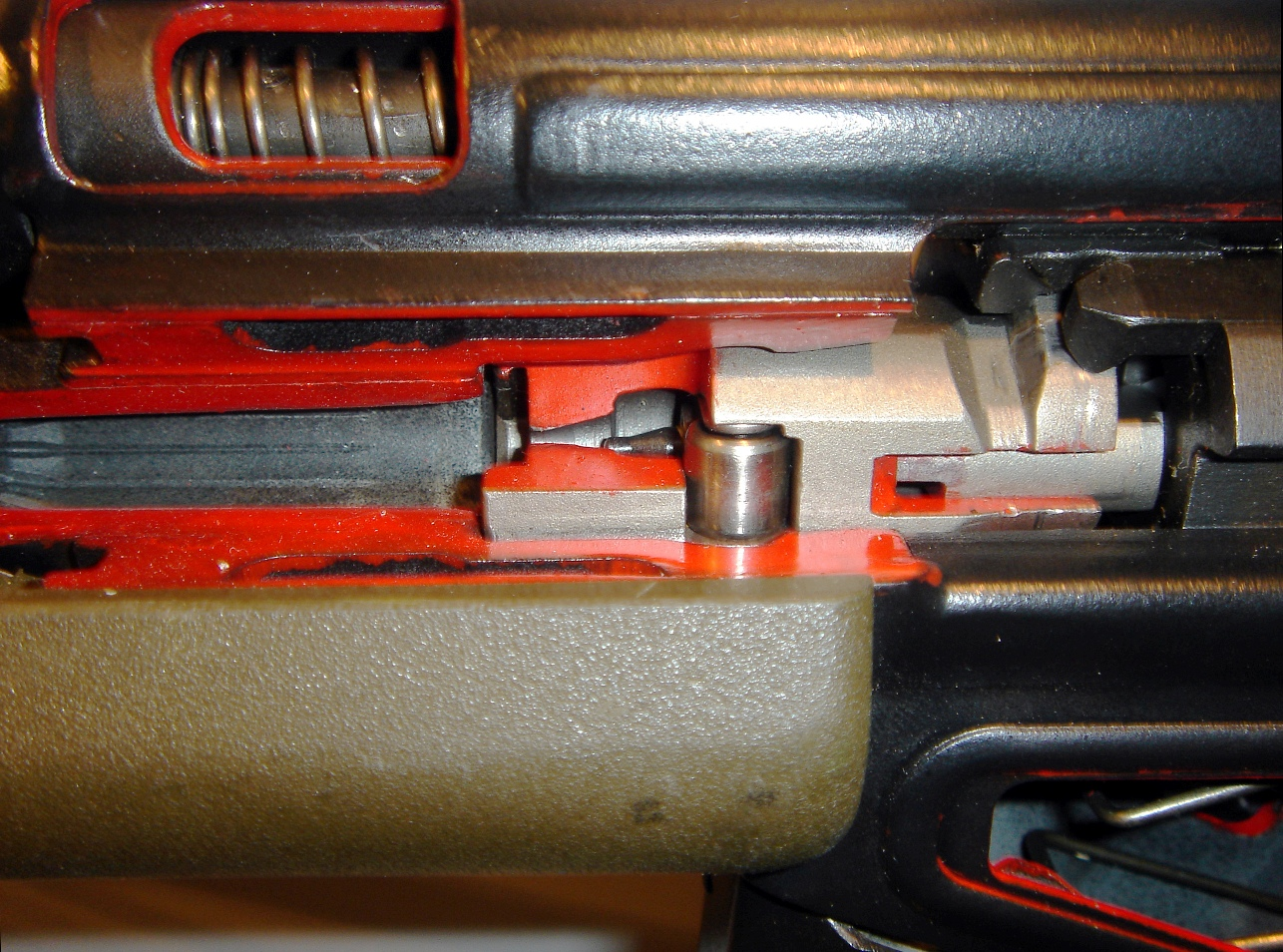
Макет гвинтівки G3 з розкритим патронником, видно канавки Ревелли на його стінках.

Іноді на стінках патронника виконують різноманітні канавки, або насічку. Прямі поздовжні канавки — так звані «канавки Ревелли» — з'єднують канал ствола з патронником і служать для подачі частини порохових газів у простір між гільзою і стінками патронника, цим полегшуючи екстракцію (витягання гільзи з патронника після пострілу) і запобігаючи її розрив. Як правило вони застосовуються в зброї з напіввільним затвором, де екстракція відбувається при високому терті в патроннику, яке необхідно послабити, для чого і використовуються канавки Ревелли. Спіральні канавки або насічки на стінках патронника, навпаки, служать для підвищення тертя гільзи об стінки патронника, сповільнюючи відкривання затвора в системах зі вільним затвором.

### Способи фіксації патрона в патроннику
.

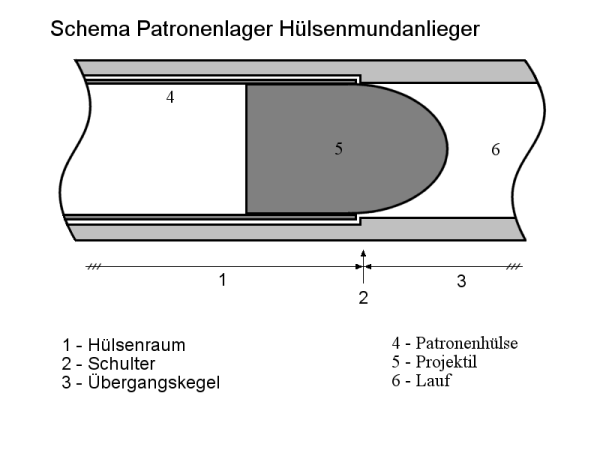
Фіксація патрона упором переднього зрізу гільзи.

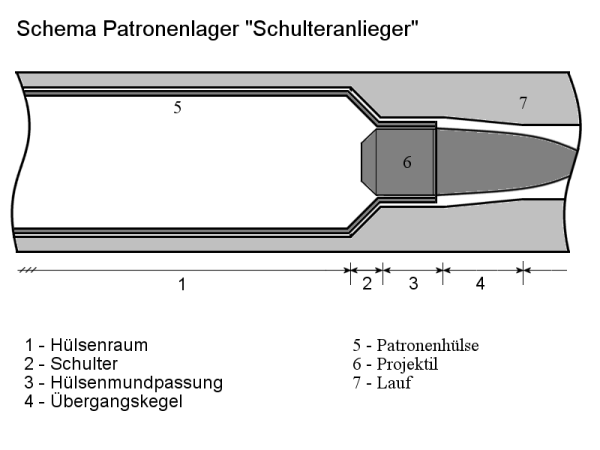
Фіксація патрона упором ската гільзи.

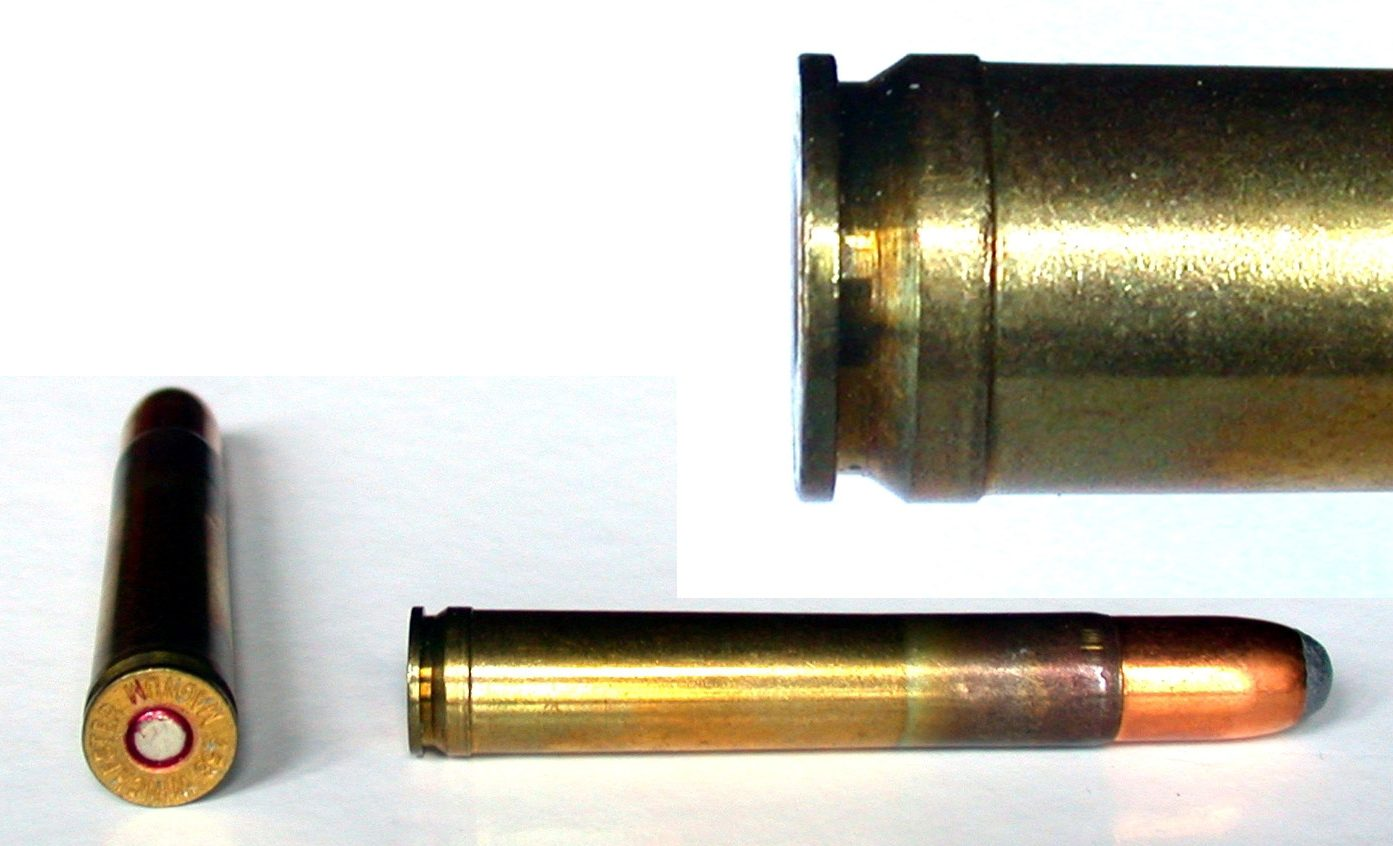
Набій, гільза якого має циліндричний уступ для фіксації в патроннику

Для здійснення пострілу, гільзу патрона необхідно зафіксувати у патроннику. Це може бути виконано кількома способами:
- Фіксація патрона в патроннику здійснюється упором виступає закраїни (фланця, ранта, капелюшки) гільзи у казенний зріз ствола. У цьому випадку забезпечується міцна і надійна фіксація, а гільза і патронник можуть бути виготовлені з великими допусками по довжині. Однак виступає закраїна гільзи вимагає збільшення поперечних розмірів вузла замикання, а отже — затвора, відповідно ростуть габарити і вага зброї в цілому, а в казенному зрізі ствола доводиться робити виріз для проходу екстрактора, що ускладнює його виготовлення; крім того, що виступає закраїна гільзи істотно ускладнює проектування механізму подачі боєприпасів і (у разі магазинного харчування) істотно знижує місткість магазина.

- Фіксація патрона в патроннику здійснюється упором переднього зрізу гільзи в уступ патронника. Цей спосіб використовується тільки для патронів з короткими циліндричними гільзами, використовуваних в пістолетах і пістолетах-кулеметах, так як фіксація виходить слабкою через малу площу забезпечують фіксацію елементів.

- Фіксація патрона в патроннику здійснюється за рахунок упору ската гільзи пляшкової форми в скат патронника. Цей спосіб забезпечує досить надійну фіксацію, але придатний лише для патронів з пляшкової гільзою і вимагає великої точності виготовлення як гільзи, так і самого патронника.

- Фіксація патрона в патроннику здійснюється за рахунок упору циліндричного виступу гільзи, виконаного у її заснування, в уступ казеннику. Цей спосіб використовується в системах великого калібру або для особливо потужних стрілецьких боєприпасів. Він забезпечує дуже міцну і надійну фіксацію, але вимагає використання складних і дорогих у виробництві гільз зі спеціальним потовщенням стінок в донної частини, а також патронника з відповідною розточенням в казенній частині.